# Kalifa Coulibaly
Pour les articles homonymes, voir Coulibaly.
Kalifa Coulibaly, né le 21 août 1991 à Bamako, est un footballeur international malien qui joue au poste d'attaquant.

## Biographie

### Parcours en équipe de jeunes
Il commence sa carrière professionnelle à l'AS Real Bamako avant de rejoindre le Paris Saint-Germain en 2011. En 2013-2014, alors qu'il joue en équipe réserve au Paris Saint-Germain, il est sélectionné à deux reprises avec le Mali. Durant son séjour à Paris, il dispute 86 matchs pour 30 buts avec l'équipe réserve, mais ne joue jamais pour l'équipe première.

### Sporting de Charleroi
En avril 2014, il signe un contrat de deux ans avec le Sporting de Charleroi, club de Division 1 belge. Rarement titulaire durant la phase classique du championnat (saison 2014-2015), il devient le premier attaquant du Sporting de Charleroi durant la phase de "play-offs 1" et inscrit 5 buts.

### La Gantoise
Ses bonnes prestations en "play-offs" poussent La Gantoise, le récent champion de Belgique, à lui proposer un contrat portant sur une durée de quatre ans, en juin 2015.
Le 24 novembre 2015, il marque son premier but avec La Gantoise en Ligue des champions contribuant ainsi à la qualification de son équipe en 1/8 de finale.

### FC Nantes
En août 2017, Kalifa Coulibaly s'engage pour une durée de cinq ans en faveur du FC Nantes.
Sa première saison n'est pas une réussite. Il se blesse rapidement en début de saison et ne dispute que huit matchs de Ligue 1 pour 1 but.
En revanche, sa deuxième saison est plus complète. Le transfert tragique d'Emiliano Sala à Cardiff au mercato d'hiver lui permet d'être titulaire à la pointe de l'attaque. Il dispute donc 32 rencontres de Ligue 1 au cours de la saison 2018-2019, dont 19 en tant que titulaire, et inscrit 8 buts.

### Étoile rouge de Belgrade
En fin de contrat à l'issue de la saison 2021-2022, Coulibaly rebondit à l'Étoile rouge de Belgrade, où il signe pour deux saisons, dont une en option.
Il rompt finalement son contrat avec le club serbe en février 2023.

### En équipe nationale
Le 23 octobre 2013, Kalifa Coulibaly fait ses débuts avec le Mali contre la Corée du Sud en remplaçant Ousmane Coulibaly à la 87e minute de jeu (défaite 3-1). 
En décembre 2016, il est appelé par le Mali pour la Coupe d'Afrique des nations.
Il dispute à nouveau la Coupe d'Afrique des nations en 2019, mais le Mali est éliminé par la Côte d'Ivoire en huitièmes de finale.

## Style de jeu
Kalifa Coulibaly est un attaquant de pointe. De par sa grande taille (1,97 mètre), Coulibaly est un joueur très à l'aise dans le jeu aérien ce qui l'amène à jouer en pivot. Claudio Ranieri, son entraîneur à Nantes le décrit comme : « Un très bon joueur, très grand, bon de la tête, qui a de grandes qualités pour être un très bon point de fixation ». 

## Statistiques
| Saison                | Club                     | Championnat           | Championnat | Championnat | Championnat | Coupe nationale | Coupe nationale | Coupe nationale | Coupe de la Ligue | Coupe de la Ligue | Coupe de la Ligue | Compétition(s) continentale(s) | Compétition(s) continentale(s) | Compétition(s) continentale(s) | Compétition(s) continentale(s) | Total | Total | Total |
| Saison                | Club                     | Division              | M.          | B.          | P.d.        | M.              | B.              | P.d.            | M.                | B.                | P.d.              | Comp.                          | M.                             | B.                             | P.d.                           | M.    | B.    | P.d.  |
| 2014-2015             | Sporting de Charleroi    | Division 1            | 18+12       | 2+5         | 1+0         | 2               | 0               | 0               | -                 | -                 | -                 | -                              | -                              | -                              | -                              | 32    | 7     | 1     |
| Sous-total            | Sous-total               | Sous-total            | 30          | 7           | 0           | 2               | 0               | 0               | -                 | -                 | -                 | -                              | -                              | -                              | -                              | 32    | 7     | 0     |
| 2015-2016             | KAA La Gantoise          | Division 1            | 18+6        | 2+2         | 3+1         | 3               | 0               | 0               | -                 | -                 | -                 | C1                             | 6                              | 2                              | 0                              | 33    | 6     | 4     |
| 2016-2017             | KAA La Gantoise          | Division 1A           | 24+9        | 6+3         | 3+0         | 1               | 0               | 0               | -                 | -                 | -                 | C3                             | 13                             | 9                              | 0                              | 47    | 18    | 3     |
| 2017-2018             | KAA La Gantoise          | Division 1A           | 3           | 0           | 2           | 0               | 0               | 0               | -                 | -                 | -                 | C3                             | 2                              | 1                              | 1                              | 5     | 1     | 3     |
| Sous-total            | Sous-total               | Sous-total            | 60          | 13          | 9           | 4               | 0               | 0               | -                 | -                 | -                 | -                              | 21                             | 12                             | 1                              | 85    | 25    | 10    |
| 2017-2018             | FC Nantes                | Ligue 1               | 8           | 1           | 0           | -               | -               | -               | -                 | -                 | -                 | -                              | -                              | -                              | -                              | 8     | 1     | 0     |
| 2018-2019             | FC Nantes                | Ligue 1               | 32          | 8           | 3           | 5               | 3               | 2               | 2                 | 1                 | 0                 | -                              | -                              | -                              | -                              | 39    | 12    | 5     |
| 2019-2020             | FC Nantes                | Ligue 1               | 21          | 4           | 0           | 1               | 1               | 0               | 1                 | 0                 | 0                 | -                              | -                              | -                              | -                              | 23    | 5     | 0     |
| 2020-2021             | FC Nantes                | Ligue 1               | 17+2        | 3+0         | 1+0         | 2               | 0               | 0               | -                 | -                 | -                 | -                              | -                              | -                              | -                              | 21    | 3     | 1     |
| 2021-2022             | FC Nantes                | Ligue 1               | 21          | 5           | 0           | -               | -               | -               | -                 | -                 | -                 | -                              | -                              | -                              | -                              | 21    | 5     | 0     |
| Sous-total            | Sous-total               | Sous-total            | 101         | 21          | 4           | 8               | 4               | 2               | 3                 | 1                 | 0                 | -                              | -                              | -                              | -                              | 112   | 26    | 6     |
| 2022-2023             | Étoile rouge de Belgrade | Superliga             | 4           | 1           | 0           | 1               | 0               | 0               | 4                 | 1                 | 0                 | C3                             | 2                              | 0                              | 0                              | 11    | 2     | 0     |
| 2023-2024             | US Quevilly-Rouen        | Ligue 2               | 30          | 12          | 4           | 2               | 0               | 0               | -                 | -                 | -                 | -                              | -                              | -                              | -                              | 32    | 12    | 4     |
| 2024-2025             | SM Caen                  | Ligue 2               | 18          | 2           | 0           | 1               | 0               | -               | -                 | -                 | -                 | -                              | -                              | -                              | -                              | 19    | 2     | 0     |
| Total sur la carrière | Total sur la carrière    | Total sur la carrière | 243         | 56          | 17          | 18              | 4               | 2               | 7                 | 2                 | 0                 | -                              | 23                             | 12                             | 1                              | 291   | 74    | 20    |